# Gimnàstica als Jocs Olímpics d'estiu de 1976
Als Jocs Olímpics d'Estiu de 1976 celebrats a la ciutat de Mont-real (Canadà) es disputaren 14 proves de gimnàstica, vuit en categoria masculina i sis en categoria femenina. La competició se celebrà entre els dies 18 i 23 de juliol de 1976 al Montreal Forum.
En aquesta edició s'introduí una nova normativa: no a permetre més de tres competidors per comitè nacional en la final del concurs complet individual. Aquesta decisió fou molt controvertida, privant a molts gimnastes de les principals potències gimnastes europees (especialment de l'URSS) de participar en l'esdeveniment.
Hi participaren un total de 176 gimnastes, entre ells 90 homes i 86 dones, de 23 comitès nacionals diferents.

## Resum de medalles

### Categoria masculina
| Prova                              | Or | Argent | Bronze                                                                                            |
| Concurs complet individual Detalls | Nikolai Andriànov                                                                                      | Sawao Kato | Mitsuo Tsukahara                                                                                  |
| Concurs complet per equips Detalls | JapóShun Fujimoto · Igarashi Hisato · Hiroshi Kajiyama · Sawao Kato · Eizo Kenmotsu · Mitsuo Tsukahara | Unió SovièticaNikolai Andriànov · Alexander Dityatin · Gennadi Kryssin · Vladimir Marchenko · Vladimir Markelov · Vladimir Tikhonov | RDARoland Brückner · Rainer Hanschke · Bernd Jager · Wolfgang Klotz · Lutz Mack · Michael Nikolay |
| Exercici de terra Detalls          | Nikolai Andriànov                                                                                      | Vladimir Marchenko | Peter Kormann                                                                                     |
| Barra fixa Detalls                 | Mitsuo Tsukahara                                                                                       | Eizo Kenmotsu | Eberhard Gienger                                                                                  |
| Barres paral·leles Detalls         | Sawao Kato                                                                                             | Nikolai Andriànov | Mitsuo Tsukahara                                                                                  |
| Cavall amb arcs Detalls            | Zoltan Magyar                                                                                          | Eizo Kenmotsu | Nikolai Andriànov                                                                                 |
| Anelles Detalls                    | Nikolai Andriànov                                                                                      | Alexander Dityatin | Danut Grecu                                                                                       |
| Salt sobre cavall Detalls          | Nikolai Andriànov                                                                                      | Mitsuo Tsukahara | Hiroshi Kajiyama                                                                                  |

### Categoria femenina
| Prova                              | Or | Argent | Bronze                                                                                                  |
| Concurs complet individual Detalls | Nadia Comăneci | Nel·li Kim | Liudmila Turíxtxeva                                                                                     |
| Concurs complet per equips Detalls | Unió Soviètica Maria Filatova · Svetlana Grozdova · Nel·li Kim · Olga Korbut · Elvira Saadi · Liudmila Turíxtxeva | RomaniaNadia Comăneci · Mariana Constantin · Georgeta Gabor · Anca Grigoras · Gabriela Trusca · Teodora Ungureanu | RDACarola Dombeck · Gitta Escher · Kerstin Gerschau · Angelika Hellmann · Marion Kische · Steffi Kraker |
| Exercici de terra Detalls          | Nel·li Kim | Liudmila Turíxtxeva                                                                                               | Nadia Comăneci                                                                                          |
| Barra d'equilibris Detalls         | Nadia Comăneci | Olga Korbut | Teodora Ungureanu                                                                                       |
| Barres asimètriques Detalls        | Nadia Comăneci | Teodora Ungureanu                                                                                                 | Marta Egervari                                                                                          |
| Salt sobre cavall Detalls          | Nel·li Kim | Liudmila Turíxtxeva                                                                                               | No es concedí                                                                                           |
| Salt sobre cavall Detalls          | Nel·li Kim | Carola Dombeck | No es concedí                                                                                           |

## Medaller
| Posició | País           | Or | Argent | Bronze | Total |
| 1       | Unió Soviètica | 7  | 8      | 2      | 17    |
| 2       | Japó           | 3  | 4      | 3      | 10    |
| 3       | Romania        | 3  | 2      | 3      | 8     |
| 4       | Hongria        | 1  | 0      | 1      | 2     |
| 5       | RDA            | 0  | 1      | 3      | 4     |
| 6       | Estats Units   | 0  | 0      | 1      | 1     |
| 6       | França         | 0  | 0      | 1      | 1     |
| 6       | RFA            | 0  | 0      | 1      | 1     |